# Columba de Iona
São Columba (7 de dezembro de 521 – 9 de junho de 597), também conhecido como Columba de Iona, ou, em gaélico, Colm Cille ou Columcille ("pomba da Igreja"), foi a grande figura missionária da Escócia. Monge irlandês (gaélico), reintroduziu o Cristianismo entre os Pictos medievais. Diz-se ser o primeiro a ter avistado Nessie, o monstro do lago Ness.

## Vida
Ele fundou a importante abadia em Iona, que se tornou uma instituição religiosa e política dominante na região por séculos. Ele é o santo padroeiro de Derry. Ele era altamente considerado pelos gaélicos de Dál Riata e pelos pictos, e é lembrado hoje como um santo católico e um dos Doze Apóstolos da Irlanda.
Columba estudou com algumas das figuras mais proeminentes da igreja da Irlanda e fundou vários mosteiros no país. Por volta de 563 d.C., ele e seus doze companheiros cruzaram para Dunaverty, perto de Southend, Argyll, em Kintyre, antes de se estabelecerem em Iona, na Escócia, então parte do reino de Dál Riata, onde fundaram uma nova abadia como base para espalhar o cristianismo celta entre os reinos pagãos dos pictos do norte. Ele permaneceu ativo na política irlandesa, embora tenha passado a maior parte do resto de sua vida na Escócia. Três hinos latinos sobreviventes do início da Idade Média são atribuídos a ele.